# Musique Populaire
Musique Populaire is een compositie van Alexandre Rabinovitsj-Barakovsky uit 1980.
Deze compositie van 18 minuten is geschreven voor twee elektronisch versterkte piano's. De muziek is sterk geënt op die van Philip Glass, met name zijn Music in Twelve Parts. De muziek van Rabnovitsj is echter lang niet zo opdringerig als het bedoelde werk van Glass; wel zijn er uitgebreide thema's die zich herhalen, dus valt het werk in de categorie Minimal music.
De componist verwijst nog naar populaire (lees variété-)muziek, maar daarvan valt bij het beluisteren niets terug te vinden. Wat wel opvallend is aan deze compositie dat de muziek feller gespeeld wordt/gecomponeerd is dan in andere composities. Rabinovitsj moest hier kennelijk nog de juiste balans vinden. Andere werken van hem worden vaak op de celesta vertolkt wat toch een breekbaarder geluid geeft dan de piano.